# Discografie van Equalz
Hieronder volgt de discografie van de Nederlandse rapformatie Equalz, met name hun albums en hun nummers met een notering in een hitlijst. 

## Albums
| Album                    | Verschijnen      | Label     | Hitlijsten | Hitlijsten | Hitlijsten | Hitlijsten | Opmerkingen                          |
| Album                    | Verschijnen      | Label     | BE (VL)    | BE (VL)    | NL         | NL         | Opmerkingen                          |
| Album                    | Verschijnen      | Label     | Piek       | Weken      | Piek       | Weken      | Opmerkingen                          |
| ------------------------ | ---------------- | --------- | ---------- | ---------- | ---------- | ---------- | ------------------------------------ |
| Update                   | 25 november 2016 | Artsounds | —          | —          | 21         | 29         | Extended play / Goud in Nederland    |
| Reloaded                 | 1 december 2017  | Artsounds | —          | —          | 6          | 28         | Extended play / Platina in Nederland |
| Jongens uit de havenstad | 23 augustus 2019 | Top Notch | 180        | 1          | 4          | 14         | Studioalbum                          |
| Represent                | 16 juli 2021     | Top Notch | —          | —          | 27         | 4          | Studioalbum                          |

## Nummers met notering(en) in een hitlijst
| Lied                                       | Verschijnen       | Album                           | Hitlijsten | Hitlijsten | Hitlijsten  | Hitlijsten  | Hitlijsten   | Hitlijsten   | Opmerkingen                |
| Lied                                       | Verschijnen       | Album                           | BE (VL)    | BE (VL)    | NL (Top 40) | NL (Top 40) | NL (Top 100) | NL (Top 100) | Opmerkingen                |
| Lied                                       | Verschijnen       | Album                           | Piek       | Weken      | Piek        | Weken       | Piek         | Weken        | Opmerkingen                |
| ------------------------------------------ | ----------------- | ------------------------------- | ---------- | ---------- | ----------- | ----------- | ------------ | ------------ | -------------------------- |
| Don't worry                                | 23 september 2016 | Update                          | —          | —          | —           | —           | 75           | 3            | Goud in Nederland          |
| Zij wilt me zien (met Lijpe)               | 28 oktober 2016   | Jackpot (van Lijpe)             | —          | —          | —           | —           | 66           | 1            |                            |
| Ingang (met Hef)                           | 25 november 2016  | Update                          | —          | —          | —           | —           | 81           | 6            | Goud in Nederland          |
| Casablanca                                 | 25 januari 2017   | Update                          | —          | —          | —           | —           | 55           | 22           | Platina in Nederland       |
| Op de weg (met Adje en Cho)                | 4 augustus 2017   | Reloaded                        | tip        | —          | tip1        | —           | 3            | 28           | Dubbelplatina in Nederland |
| Mot (met Jonna Fraser)                     | 27 oktober 2017   | Blessed II (van Jonna Fraser)   | —          | —          | —           | —           | 27           | 3            |                            |
| Love song (met Frenna)                     | 3 november 2017   | Reloaded                        | —          | —          | —           | —           | 11           | 10           | Goud in Nederland          |
| Alles delen                                | 17 november 2017  | Reloaded                        | —          | —          | —           | —           | 60           | 1            |                            |
| Stop met typen                             | 1 december 2017   | Reloaded                        | —          | —          | —           | —           | 35           | 17           | Platina in Nederland       |
| 1 op 1 (met SBMG)                          | 1 december 2017   | Reloaded                        | —          | —          | —           | —           | 44           | 4            | Goud in Nederland          |
| Long things (met KM en Jandro)             | 1 december 2017   | Reloaded                        | —          | —          | —           | —           | 80           | 1            |                            |
| Beweging                                   | 1 december 2017   | Reloaded                        | —          | —          | —           | —           | 90           | 1            |                            |
| Lit (met The Partysquad)                   | 25 januari 2018   | Nachtwacht (van The Partysquad) | —          | —          | —           | —           | 28           | 7            | Goud in Nederland          |
| Let op je kech (met Mula B)                | 6 april 2018      | Meesterplusser (van Mula B)     | —          | —          | —           | —           | 100          | 1            |                            |
| Chemistry (met Architrackz, Cho en Mula B) | 23 augustus 2018  | Dashawn (van Architrackz)       | —          | —          | —           | —           | 35           | 14           | Platina in Nederland       |
| Shopping spree                             | 8 februari 2019   | Jongens uit de havenstad        | —          | —          | —           | —           | 72           | 2            |                            |
| Ballin' (met Henkie T en Dopebwoy)         | 26 april 2019     | Jongens uit de havenstad        | —          | —          | —           | —           | 48           | 4            |                            |
| Single (met Architrackz en Cho)            | 28 juni 2019      | —                               | —          | —          | —           | —           | 87           | 2            |                            |
| On it                                      | 2 augustus 2019   | Jongens uit de havenstad        | —          | —          | —           | —           | 79           | 3            |                            |
| Kaki (met LouiVos)                         | 23 augustus 2019  | Jongens uit de havenstad        | —          | —          | —           | —           | 57           | 2            |                            |
| De pijn (met Kevin)                        | 23 augustus 2019  | Jongens uit de havenstad        | —          | —          | —           | —           | 71           | 1            |                            |
| Stille chaos (met Broederliefde)           | 16 april 2021     | Represent                       | —          | —          | —           | —           | 76           | 1            |                            |